# Opactwo
Opactwo (od łac. abbatia) to:

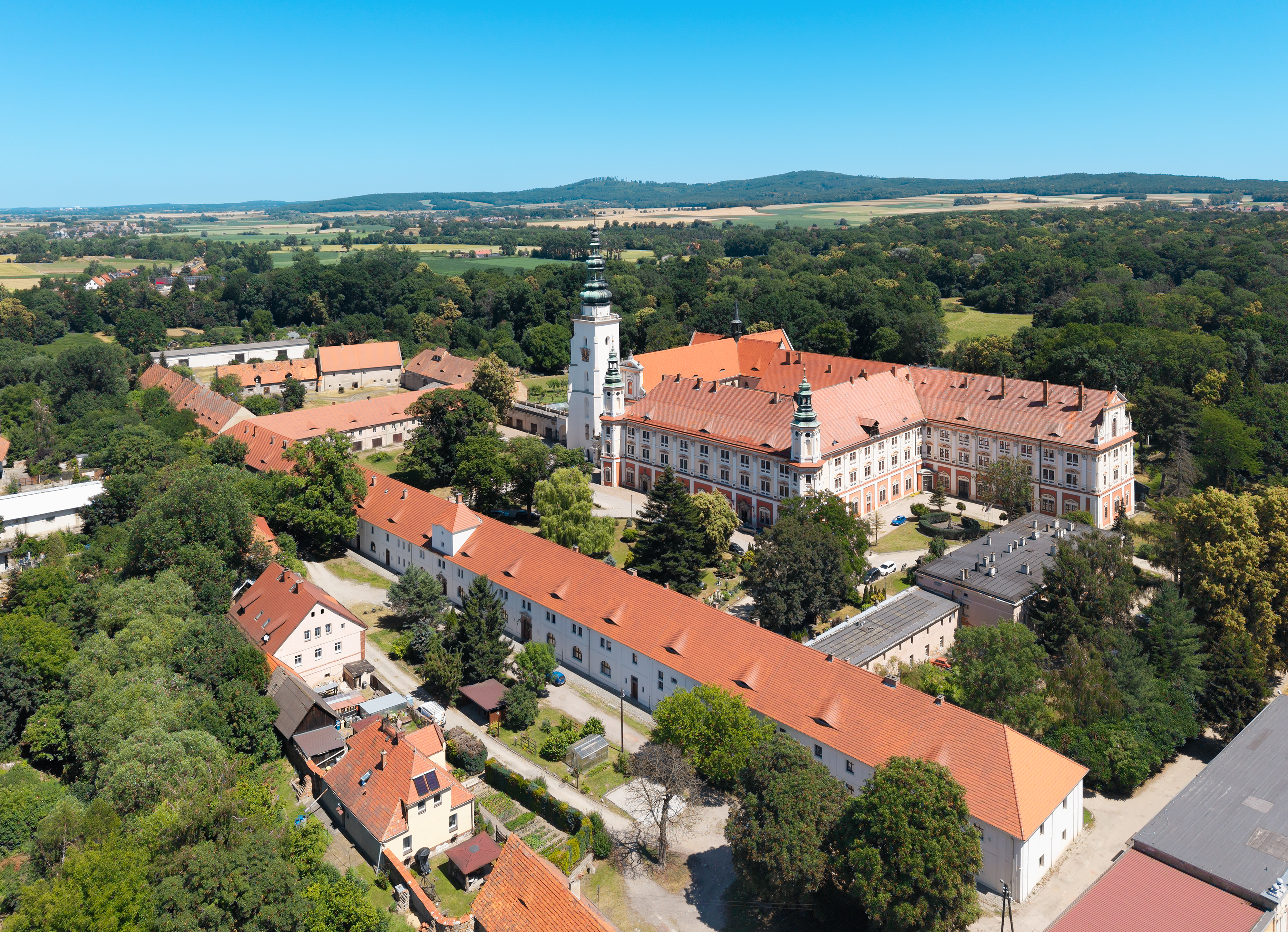
Opactwo Cystersów w Henrykowie

- mieszkanie opata wraz z kapitularzem i kaplicą
- klasztor katolicki, na którego czele stoi opat, wraz z należącymi do niego posiadłościami ziemskimi.